# Shane Lewis-Hughes
Pour les articles homonymes, voir Lewis et Hughes.
Pas d'image ? Cliquez ici

a Compétitions nationales et continentales officielles uniquement.

b Matchs officiels uniquement.
Dernière mise à jour le 18 août 2025.
Shane Lewis-Hughes, né le 20 septembre 1997 à Pontypridd (pays de Galles), est un joueur international gallois de rugby à XV évoluant principalement au poste de troisième ligne aile au Dragons RFC.

## Biographie
Shane Lewis-Hughes naît à Pontypridd au pays de Galles. Il grandit proche de Ferndale et fréquente la Ysgol Gyfun Cymer. Durant sa jeunesse, il commence la pratique du rugby à XV au Ferndale RFC, à l'âge de sept ans, puis continue au Ystrad Rhondda RFC, étant ensuite sélectionnée avec les Rhondda Schools. Par la suite, il continue ce sport au sein de son nouvel établissement scolaire du Coleg y Cymoedd.
Après avoir passé des tests avec les moins de 16 ans des Cardiff Blues, il rejoint leur centre de formation. Durant son passage au centre de formation, il représente le pays de Galles dans les sélections des moins de 16, 18 et 20 ans. Avec les moins de 20 ans, en 2016, il remporte notamment le Tournoi des Six Nations de la catégorie en réalisant le Grand Chelem.
Le 28 octobre 2016, il dispute son premier match avec l'équipe professionnelle des Cardiff Blues lors de la septième journée du Pro12 face aux Scarlets en tant que remplaçant lors d'une défaite 15 à 26,.
En parallèle des Cardiff Blues, il joue pour le Cardiff RFC, puis pour le club de sa ville natale le Pontypridd RFC ainsi que le Merthyr RFC (en) en Welsh Premiership.
Le 31 octobre 2020, il fête sa première sélection avec l'équipe du pays de Galles au Parc y Scarlets face à l'Écosse lors de la cinquième journée du Tournoi des Six Nations en tant que titulaire durant une défaite 10 à 14,. Le mois suivant, il est retenu pour la Coupe d'automne des nations durant laquelle il dispute deux matchs en tant que titulaire face à l'Irlande et l'Angleterre,.
En mai 2024, il s'engage avec le Dragons RFC après huit saisons avec Cardiff Rugby (ex-Cardiff Blues), 68 matchs disputés et trois essais inscrits.

## Statistiques en équipe nationale
| Année | Compétition                 | Matchs | Points | Essais |
| ----- | --------------------------- | ------ | ------ | ------ |
| 2020  | Tournoi des Six Nations     | 1      | -      | -      |
| 2020  | Coupe d'automne des nations | 2      | -      | -      |
| Total | Total                       | 3      | 0      | 0      |

## Palmarès
- Vainqueur du Tournoi des Six Nations en 2016 (Grand Chelem) avec l'équipe du pays de Galles des moins de 20 ans.